# Jailly
 Jailly  es una población y comuna francesa, en la región de Borgoña, departamento de Nièvre, en el distrito de Nevers y cantón de Saint-Saulge.

## Demografía
| 151 | 119 | 114 | 92 | 78 | 76 |
| Para los censos de 1962 a 1999 la población legal corresponde a la población sin duplicidades (Fuente: INSEE [Consultar]) |     |     |    |    |    |